# روبرت ديفيد كيبل
روبرت ديفيد كيبل (بالإنجليزية: Robert D. Keppel)‏ هو عالم جريمة أمريكي، ولد في 15 يونيو 1944 في سبوكين في الولايات المتحدة.